# I masnadieri
I masnadieri (Os bandidos) é uma ópera em quatro atos de Giuseppe Verdi com libreto italiano de Andrea Maffei, baseado em Die Räuber de Friedrich von Schiller.
A primeira representação foi dada em Her Majesty's Theatre de Londres em 22 de julho de 1847 com o próprio Verdi na condução da orquestra.
| Papel                                      | Voz      | Estreia, 22 de julho de 1847 (Maestro: Giuseppe Verdi) |
| ------------------------------------------ | -------- | ------------------------------------------------------ |
| Massimiliano, Conde Moor                   | baixo    | Luigi Lablache                                         |
| Carlo, filho mais velho de Massimiliano    | tenor    | Italo Gardoni                                          |
| Francesco, filho mais novo de Massimiliano | barítono | Filippo Coletti                                        |
| Amalia, sobrinha órfã de Massimiliano      | soprano  | Jenny Lind                                             |
| Arminio, criado do Conde                   | tenor    | Leone Corelli                                          |
| Rolla, membro de quadrilha                 | barítono | Dal-Fiori                                              |
| Moser, um padre                            | baixo    | Lucien Bouché                                          |
| coro de ladrões                            |          |                                                        |